# Кім Грант
Кім Грант (англ. Kim Grant, нар. 25 вересня 1972, Секонді-Такораді) — ганський футболіст, що грав на позиції нападника.

## Клубна кар'єра
Грант народився в Гані в місті Секонді-Такораді, але розпочав свою кар'єру в молодіжній системі англійського «Чарльтон Атлетик», з яким він і підписав свій перший професійний контракт у березні 1991 року. За рідний клуб в усіх турнірах він зіграв 155 матчів за дев'ять років і забив 25 голів. Весь цей час клуб виступав у другому за рівнем дивізіоні Англії.
У березні 1996 року «Лутон Таун» заплатив 250 000 фунтів стерлінгів за перехід гравця. Він провів півтора року у Лутоні, провівши 43 виступи і забивши вісім голів. Після цього Грант перейшов у «Міллволл» за 185 000 фунтів стерлінгів у вересні 1997 року, де зіграв 57 матчів, забивши дев'ять голів. Також недовго з грудня 1998 року по лютий 1999 року грав на правах оренди за «Ноттс Каунті», за який провів шість виступів і забив один гол.
Грант залишив «Міллволл» у 1999 році, щоб грати у вищому дивізіоні Бельгії за «Ломмел», який викупив контракт гравця за 65 000 фунтів стерлінгів. Після одного сезону з «Ломмелем», під час якого він забив три голи за 19 матчів, але не врятував команду від вильоту у нижчий дивізіон, він перейшов до клубу другого дивізіону Португалії «Марку», за який у сезоні 2000/01 зіграв лише два матчі у чемпіонаті.
У серпні 2001 року Грант повернувся до Англії після підписання контракту зі «Сканторп Юнайтед», зробивши п'ять виступів і забивши один гол, перед тим як перейшов у «Йовіл Таун» у жовтні. У свій перший рік Грант з «Йовілом» виграв Трофей Футбольної Асоціації, а в другому став переможцем Футбольної Конференції, досягнувши просування в Третій дивізіон Футбольної ліги.
Зігравши 39 матчів і забивши вісім голів за «Йовіл Таун», Грант повернувся до Португалії в 2003 році, щоб підписати контракт з клубом «Імортал», де він виступав у сезоні 2003/04 у четвертому за рівнем дивізіоні країни, зробивши 12 виступів у чемпіонаті та забивши шість голів. Після цього Грант грав у Малайзійській Суперлізі за «Саравак», забивши три голи за вісім матчів у 2004 році. Після цього у 2005 році перебував у клубі другого дивізіону Джей-ліги «Сьонан Бельмаре», але на поле у матчах чемпіонату не виходив.
У серпні 2005 року знову повернувся в Англію, де грав за клуб п'ятого за рівнем дивізіону «Грейвзенд & Нортфліт». Після того, як він зіграв сім матчів і забив один гол, він перейшов у лютому 2006 року у «Вімблдон», де зіграв чотири матчі.
В 2006 році підписав контракт з клубом «Хьоган Юнайтед» у С.Лізі, де забив 10 голів в 19 матчах. У 2007 році підписав угоду з клубом «Гейланг Юнайтед» з тої ж ліги, зробивши сім виступів у лізі та забивши три голи.
Завершив кар'єру у англійському клубі п'ятого за рівнем дивізіону «Вокінг».

## Виступи за збірну
Дебютував 1996 року в офіційних матчах у складі національної збірної Гани. У формі головної команди країни зіграв 7 матчів і забив один гол.

## Тренерська кар'єра
Грант був призначений менеджером клубу Національної Конференції «Вокінг» у травні 2008 року. Проте після семи ігор, з яких «Вокінг» взяв два очки, він був звільнений 3 вересня.
Влітку 2009 року він повернувся до Гани, щоб стати власником і головним тренером нещодавно заснованого клубу «Такораді». У січні 2014 року Кім Грант створив і заснував Міжнародну футбольну академію Кіма Гранта (KG-IFA). 
У травні 2016 року був призначений технічним директором клубу «Ебусуа Дварфс». Приїхавши до клубу, який перебував на останній позиції в Прем'єр-лізі Гани, Грант зміг змінити ситуацію, аби закінчити сезон на 9-му місці в лізі, врятувавши їх від вильоту. 
У квітні 2017 року був призначений головним тренером бангладешського клубу «Саїф».

## Статистика
| Збірна Гани | Збірна Гани | Збірна Гани |
| Роки        | Ігри        | голи        |
| ----------- | ----------- | ----------- |
| 1996        | 3           | 1           |
| 1997        | 4           | 0           |
| Усього      | 7           | 1           |